# Jan Rosén
Jan Gunnar Rosén, född 17 december 1948, är en svensk jurist.
Jan Rosén är professor i civilrätt vid Stockholms universitet Han har ägnat sig åt allmän förmögenhetsrätt och immaterialrätt, särskilt med inriktning på upphovsrätt och känneteckensrätt, samt bedrivit medierättslig forskning om yttrande- och informationsfrihet, integritetsskydd, radio- och TV-rätt och IT-rätt. Jan Rosén är ordförande i SFU, Svenska Föreningen för Upphovsrätt
, ordförande i IFIM, Institutet för immaterialrätt och marknadsrätt vid Stockholms universitet, Vice President i ALAI, Association Littéraire et Artistique International samt President i The Association for the Advancement of Teaching and Research in Intellectual Property. Under perioden 2008-11 var Jan Rosén regeringens särskilde utredare för översyn av upphovsrättslagen, vilket resulterade i två betänkanden, SOU 2010:24, Avtalad upphovsrätt, och SOU 2011:32, En ny upphovsrättslag, Dir. 2008:37 och Dir. 2009:65. Jan Rosén är ledamot av regeringens Utredning om ett enhetligt patentskydd i EU och en ny patentlag, Ju 2012:12.

## Kritik
Piratpartiets ordförande Rick Falkvinge var, mot bakgrund av Roséns ordförandeskap i Svenska föreningen för upphovsrätt, under Pirate Bay-målet mycket kritisk mot att medier framställde Rosén som en opartisk bedömare och tolkare av målet och fick medhåll av doktoranden Christopher Kullenberg.